# Oratorianerkirche (Birmingham)

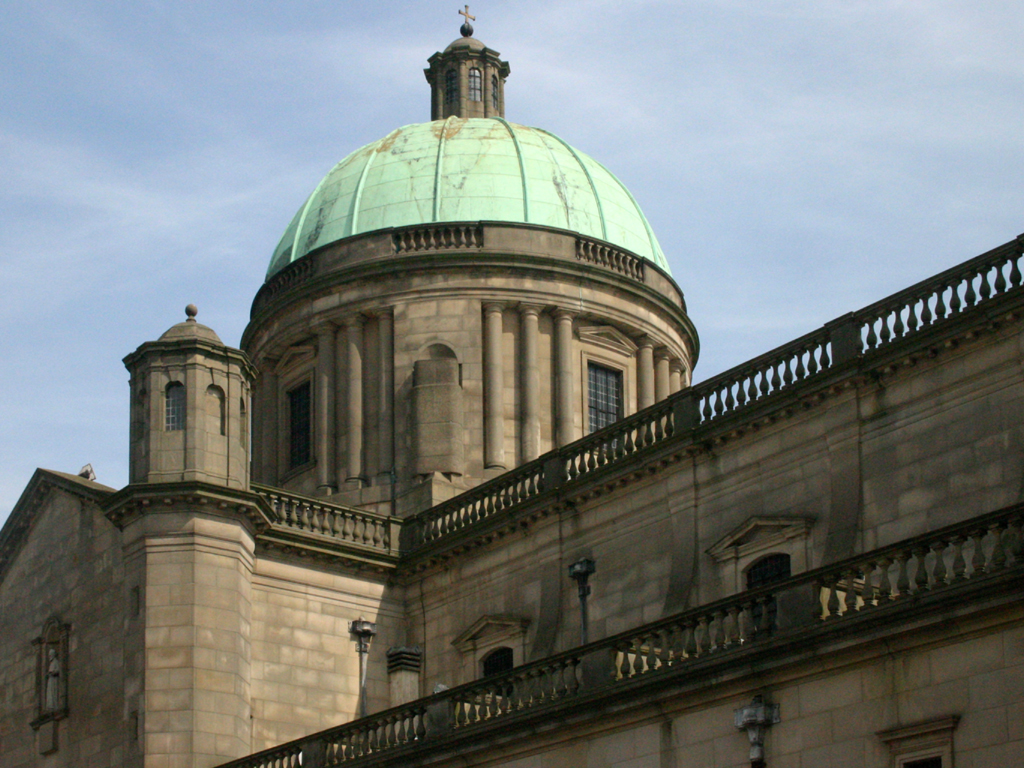
Oratorianerkirche, Vierung mit Kuppel

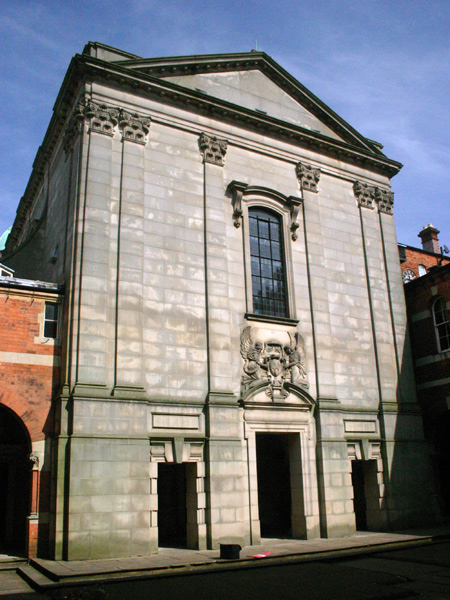
Portalfassade

Die Oratorianerkirche Unbefleckte Empfängnis (Church of the Immaculate Conception – Birmingham Oratory) ist eine römisch-katholische Pfarr- und Oratorianerkirche im Stadtteil Edgbaston der englischen Millionenstadt Birmingham. Die neobarocke Basilika wurde 1903–1909 nach Plänen von Edward Doran Webb erbaut. Sie ist eng mit dem Wirken von John Henry Newman (gestorben und bestattet 1890 in Edgbaston, heiliggesprochen 2019) verbunden, der den Oratorianerkonvent 1848 als ersten in England gegründet hatte und dessen sterbliche Überreste seit 2008 in der Kirche verehrt werden. Im Konventsgebäude werden Newmans Arbeitszimmer und seine Privatkapelle gezeigt.

## Geschichte

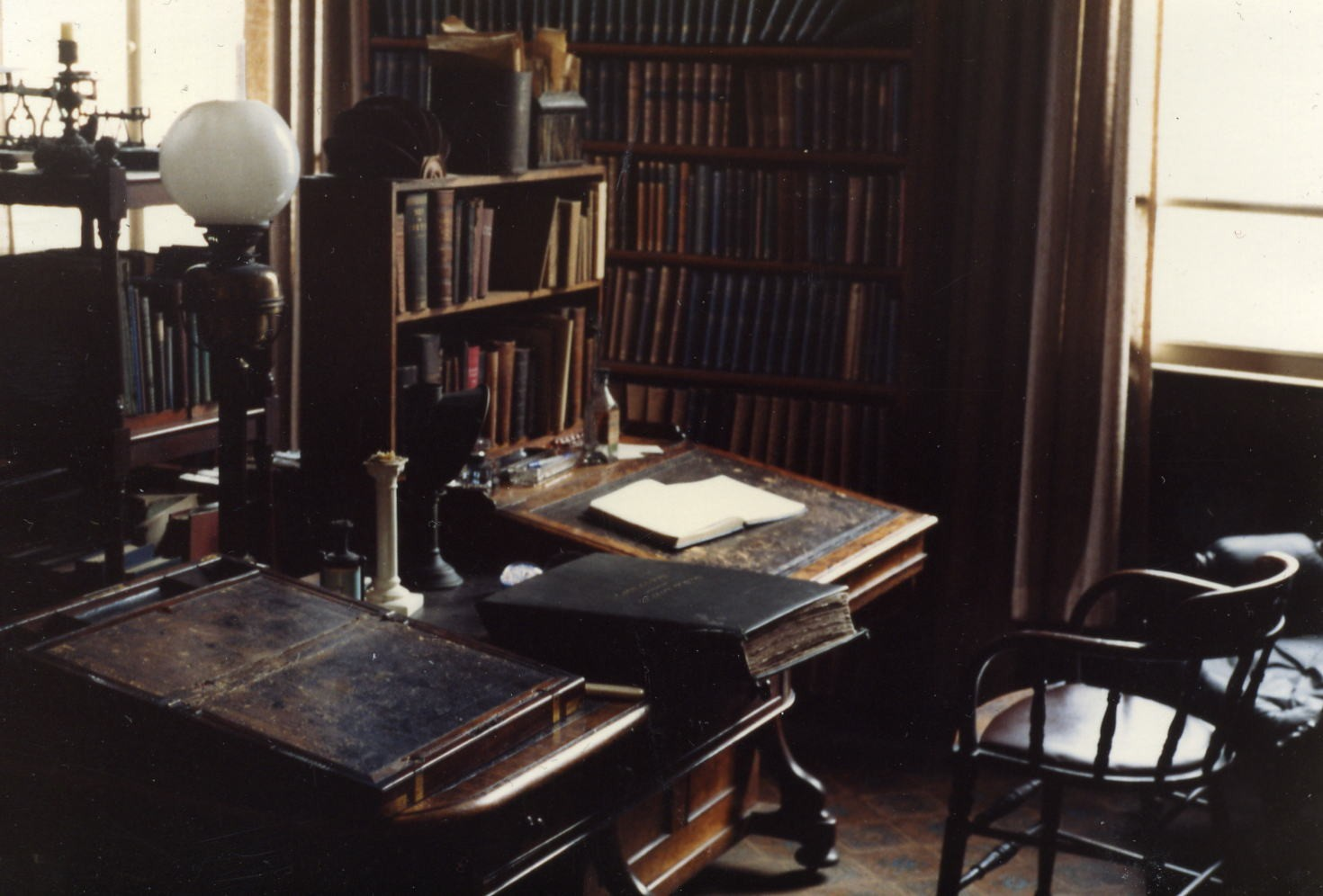
Newmans Arbeitszimmer im Birminghamer Oratorium

Die erste Kirche der von Newman gegründeten Gemeinschaft war 1853 erbaut und 1858–1861 erweitert worden. Nach Newmans Tod 1890 entstand der Plan, sie durch eine größere und repräsentativere Gedächtniskirche für ihn zu ersetzen. Mit der Unterstützung wohlhabender Spender konnte das Projekt bis 1909 verwirklicht werden.

## Architektur
Die Kirche aus Kalkstein wurde Vorbildern des italienischen Frühbarock nachgestaltet, zeigt jedoch auch neoklassizistische Tendenzen ihrer Erbauungszeit.
Das breite Haupt- und die gangartig schmalen, mit korinthischen Kolonnaden abgetrennten Seitenschiffe des Langhauses überspannen kassettierte Tonnengewölbe. Seitlich sind flache Kapellen angefügt.
Über der Vierung steht eine kupfergedeckte Kuppel mit hohem Tambour.

## Ausstattung
Das Innere ist mit farbigem Marmor und Mosaikbildern ausgestattet. Altäre und Skulpturen wurden teilweise aus dem Vorgängerbau übernommen. Ein barockes Originalstück aus Sant’Andrea della Valle in Rom ist der Altar im nördlichen Querhausarm.
Für die Philipp-Neri-Kapelle wurde 1930 ein Reliquienschrein nach dem Vorbild der römischen Oratorianerkirche geschaffen.
Die (ursprüngliche) Orgel wurde 1909 von den Orgelbauer Nicholson erbaut und in den Jahren 1917 und 1939 durch die Erbauerfirmer nach und nach erweitert. In den Jahren 1950 und 1967 wurde das Instrument von den Orgelbauern Rushworth & Dreaper überarbeitet. 1987 wurde die Orgel von dem Orgelbauer Nicholson (Worcester) neu errichtet und neu intoniert. Das Instrument hat 59 Register auf vier Manualen und Pedal.
| I Choir C–g3     |        |
| Lieblich Bourdon | 16′    |
| Open Diapason    | 8′     |
| Viola da Gamba   | 8′     |
| Lieblich Gedeckt | 8′     |
| Unda Maris       | 8′     |
| Stopped Flute    | 4′     |
| Nazard           | 2 ⁄3′  |
| Piccolo          | 2′     |
| Tierce           | 1 3⁄5′ |
| Clarinet         | 8′     |
| Tremulant        |        |
| Tuba             | 8′     |

| II Great C–g3        |       |
| Double Open Diapason | 16′   |
| Open Diapason I      | 8′    |
| Open Diapason II     | 8′    |
| Open Diapason III    | 8′    |
| Corno Flute          | 8′    |
| Stopped Diapason     | 8′    |
| Principal            | 4′    |
| Hohl Flute           | 4′    |
| Twelfth              | 2 ⁄3′ |
| Fifteenth            | 2′    |
| Mixture III-IV       |       |
| Tromba               | 8′    |

| III Swell C–g3   |     |
| Contra Gamba     | 16′ |
| Open Diapason    | 8′  |
| Stopped Diapason | 8′  |
| Viol d’Orchestre | 8′  |
| Salicional       | 8′  |
| Voix Celeste     | 8′  |
| Principal        | 4′  |
| Rohr Flute       | 4′  |
| Fifteenth        | 2′  |
| Mixture IV       |     |
| Double Trumpet   | 16′ |
| Cornopean        | 8′  |
| Oboe             | 8′  |
| Clarion          | 4′  |
| Tremulant        |     |

| IV Solo C–g3       |    |
| Cantabile Diapason | 8′ |
| Echo Gedeckt       | 8′ |
| Dulciana           | 8′ |
| Gemshorn           | 4′ |
| Flautina           | 2′ |
| Tuba               | 8′ |

| Pedal C–g3       |         |
| Double Open Wood | 32′     |
| Open Wood I      | 16′     |
| Open Wood II     | 16′     |
| Open Diapason    | 16′     |
| Violone          | 16′     |
| Bourdon          | 16′     |
| Echo Bourdon     | 16′     |
| Bass Quint       | 10 2⁄3′ |
| Octave Wood      | 8′      |
| Principal        | 8′      |
| Bass Flute       | 8′      |
| Fifteenth        | 4′      |
| Ophicleide       | 16′     |
| Trombone         | 16′     |
| Bombarde         | 8′      |
| Clarion          | 4′      |

- Koppeln: I/II, III/II, IV/II, III/I, IV/II, IV/III; jedes Manualwerk als Sub- und Superoktavkoppeln; I/P, II/P, III/P, IV/P

## Bekannte Mitglieder des Oratoriums Birmingham
- John Henry Newman, Gründer des Konvents
- Robert Byrne
- Edward Caswall
- John Dobree Dalgairns
- Henry Ignatius Dudley Ryder
- Ambrose St. John